# OSMTJ
Suvereni i vojni red Jeruzalemskog hrama (francuski: Ordre Souverain et Militaire du Temple de Jérusalem; engleski: Sovereign Military Order of the Temple of Jerusalem), skrećeno O.S.M.T.J., je samozvani međunarodni red vitezova templara.
Red je inspiriran najvišim idealima i vrijednostima srednjovjekovnog Reda vitezova templara i njihovi su duhovni nasljednici. Red je kršćanski (katolički, protestantski i pravoslavni), bratski i viteški red. Red nije politička organizacije i nije povezan sa slobodnim zidarima. Članovi Reda obvezuju se na zavjet viteštva kako bi živjeli častan život primjenjujući određene vrline.

## Povijest

### Red u 18. i 19. stoljeću
Samozvani Templarski red (fran.: l'Ordre du Temple) je osnovan u Francuskoj 1705. godine i pozivao se na sljedništvo srednjovjekovnih vitezova templara, koristeći Larmenijovu povelju kao dokaz podrijetlu. Red je službeno rekonstituiran 1804. godine od strane Bernard-Raymonda Fabré-Palaprata, da bi ga njegov zaštitnik Napoleon Bonaparte 1805. godine priznao kao viteški red. Nakon smrti Napoleona III. 1873. godine, Red gubi svog najjačeg zaštitnika. Oslabljen mnogim sukobima koji su spriječili bilo kakav pokušaj kohezije u međunarodnom Templarskom redu, Red se rasipa. Čak i danas postoje deseci skupina koje u nekom obliku nose ime Templara.

### Red sredinom 20. stoljeća
Izravni potomci Fabré-Palapratovih templara su 1932. godine u Belgiji obnovili Veliki priorat Belgije dajući Redu naziv "Ordo Supremus Militaris Templi Hierosolymitani" (O.S.M.T.H.). Nadajući se da će ponovno uspostaviti templarski red kao međunarodnu organizaciju, uspostavljeno je regentstvo s idejom da djeluju kao privremeno vodstvo OSMTH-a sve dok ne bude izabran novi Veliki majstor.
Emile Isaac, koji je kasnije uzeo ženino prezime Vandenberg kako bi sakrio židovsko podrijetlo od nacista, bio je ključna ličnost OSMTH-a u to vrijeme. Kao regent ovog belgijskog priorata, Isaac-Vandenberg je mnogo energije posvetio revitalizaciji templarskih redova diljem Europe, uključujući Francusku, Italiju, Portugal i Švicarsku. Obećavajući rast i razvoj Reda prekida se početkom Drugog svjetskog rata. Promatrajući njemačku okupaciju Belgije kao opasnost za preživljavanje templara, u veljači 1942. godine Isaac-Vandenberg je privremeno prenio vodstvo i arhive OSMTH-a na skrb Velikog priora Portugala, Antonia Campella de Sousa Fontesa. Godine 1943. Isaac-Vandenberg traži povratak arhiva. Međutim, Fontes koristi iznenadnu smrt Isaac-Vandenberga iste godine ta preuzima titulu regenta OSMTH-a.
Veliki priora Portugala Antonio de Sousa Fontesa je preuzeto vodstvo 1943. godine postavši regentom OSMTH-a. Na toj dužnosti, koristeći zbrku nakon rata, ostao je sve do svoje smrti. Nakon Fontesove smrti u veljači 1960. godine, njegov sin Fernando de Sousa Fontes predstavlja se za regenta motuproprijem, tvrdeći da ga je otac naveo u amandmanu na testament kao svog legitimnog nasljednika za regenta OSMTH-a - unatoč demokratskim tradicijama i Statutima Reda, koji su uvijek pozivali na izbore. Stoga mnogi od priorija nisu prihvatili de Sousa Fontesova mlađeg kao legitimnog vođu OSMTH-a i ubrzo su se umorili od njegovog despotskog načina na koji je pokušao vladati OSMTH-om.
Unatoč nepravilnostima u prošlosti, 1970. godine većina velikih priora bila je spremna prihvatiti status quo i službeno izabrati Fernanda Fontesa na mjesto regenta jer je bio zaslužan za širenje Reda diljem svijeta. Međutim, nekoliko francuskih, belgijskih i švicarskih priorata izabralo je tadašnjeg Velikog priora Francuske generala Antoina Zdrojewskog za Velikog majstora i tu dolazi do raskola. Zdrojewski je tako postao Veliki majstor novog Reda, na koji se pozvao dajući frakciji francuski naziv "Ordre Souverain et Militaire du Temple de Jérusalem" (OSMTJ).

### Od utemeljenja 1970. godine
Krajem 1973. godine Zdrojewski je proveo reorganizaciju Red i reformirao Statut. Ponovo je potvrdio Velike priorate koji pripadali Redu. Švicarski veliki priorat prihvatio je ovu reformu iste godine, dok su belgijski i američki veliki priorati isto prihvatili 1975. godine. General Zdrojewski ostao je Veliki Majstor do svoje smrti 1989. godine Prije smrti, 1986. godine, izdao je Povelju o prijenosu po kojoj je Georgesa Lamiranda imenovao za svog nasljednika. Lamirand je u to vrijeme bio direktor tvornice Renault i Veliki priora Francuske. Kao što je Zdrojewski poželio, Georges Lamir je naslijedio Zdrowjewskog kao upravitelja reda, a potom je izabran za Velikog majstora. U posljednjem desetljeću svog života, Lamirand bio je imenovao fizičara dr. Nicolasa Haimovici Hastiea za Velikog zapovjednika. Nakon smrti Lamirand 1994. godine, Haimovici Hastiea postaje Veliki majstor.

## Struktura

### Veliki priorati
Pod okriljem reda nalaze se sljedeći Veliki priorati:
| - Austrija - Belgija - Bugarska - Danska - Ekvador - Engleska - Francuska - Grčka | - Gruzija - Hrvatska - Irska - Island - Italija - Izrael - Kanada - Latvija | - Mađarska - Meksiko - Norveška - Njemačka - Peru - Portoriko - Portugal - Ruminjska | - Rusija - Sjedinjene Države - Srbija - Škotska - Španjolska - Švicarska |  |

### Zapovjedništva
Pored velikih priorata, Red je u nekim državama organiziran u nižem stušnju, kroz zapovjedništva. Zapovjedninštva su:
| - Argentina - Armenija - Brazil - Češka Republika - Indonezija | - Kamerun - Kostarika - Nizozemska - Slovenija - Venezuela |  |

## Popis velikih majstora Reda
Od utemeljenja Reda 1970. godine pa sve do danas izabrana su tri velika majstora.
| #    | Veliki majstor            | Mandat        |
| ---- | ------------------------- | ------------- |
| I.   | Antoine Zdrojewski        | 1970. – 1989. |
| II.  | Georges Lamirand          | 1989. – 1994. |
| III. | Nicolas Haimovici Hastier | 1994. – 2020. |
| IV.  | Ronald S. Mangum          | od 2020.      |

## Vanjske poveznice
- Službena stranica
- OSMTJ Global
- OSMTJ-International.org
- TheKnightsTemplar.org